# Ermita de la Virgen del Remedio
La ermita de la Virgen del Remedio es un templo católico del siglo xvi ubicado en Alcanar, al pie de la Moleta del Remei, en la comarca de Montsiá, en Tarragona (Cataluña, España). La ermita forma parte del Inventario del Patrimonio Arquitectónico de Cataluña y está considerada Bien Cultural de Interés Local desde el 14 de noviembre de 2013.

## Historia
Los orígenes de la ermita del Remei resultan desconocidos. La devoción a la Virgen del Remedio (en catalán: Mare de Déu del Remei o Verge del Remei) surgió a raíz de la aparición de la Orden de los Trinitarios, dedicada, entre otras labores, a la redención de los cautivos. Se instalaron en Tortosa en 1579, lo que posiblemente determinó el levantamiento del santuario o bien la reconstrucción de un templo ya existente, aunque también pudo tratarse de la ocupación de un edificio religioso sin la realización de obra alguna, reduciéndose todo a un simple cambio de advocación. En 1626 constan dos menciones sobre la ermita: una en Història de l'antiga Hibera, de Francesc Martorell i de Luna, y la otra en el testamento de Gabriel Reverter, autorizado por el notario de Ulldecona Francesc Martí, en virtud del cual se legaron cinco libras para «la fàbrica e obra de nostra Senyora del remey».
A finales del siglo xvii o en el primer tercio del siglo xviii, concretamente entre 1704 y 1728 (época en que José Caballer fungió como párroco), se llevó a cabo una importante ampliación, aunque también se cree que dicha obra pudo ser acometida en el siglo xix, aportando la Enciclopedia Catalana el año 1820 como fecha de la reforma. Sí se conoce que en 1776 se procedió a restaurar el tejado, encargándose del cuidado de la ermita hasta 1835 (año de la desamortización de Mendizábal) la Cofradía del Remedio, la cual administraba sus tierras de olivos y algarrobos junto con el resto de Alcanar.

## Descripción

### Exterior
Ubicada sobre una colina a aproximadamente 3 kilómetros de Alcanar, la ermita consta de dos partes claramente diferenciadas: el templo propiamente dicho y la hospedería o casa del ermitaño. Realizada con relleno rebozado y encalado con sillares escuadrados en los ángulos, la edificación vivió dos épocas de construcción: la gótica, correspondiente a la parte más antigua de la nave, cubierta con bóvedas de crucería y con una puerta adovelada, contrafuertes exteriores y cubierta a dos aguas; y la barroca, que implicó una ampliación del crucero y la instalación de una cúpula peraltada sobre tambor, además del añadido de una pequeña espadaña de un solo vano de medio punto con una campana fechada en 1726 (es posible que el óculo y el escudo de piedra ubicados sobre la puerta sean de esta segunda etapa). La cúpula, de tejas barnizadas con diferentes colores, fue renovada en 1984 y en su interior cuelga un ángel de estilo barroco.

### Interior

#### Arquitectura
El interior, con planta de cruz latina, posee nártex y tres bóvedas de crucería simple en la nave (separadas a su vez por arcos fajones), tribuna de planta rectangular con balaustrada de madera, ábside semicircular y cúpula sobre tambor en el crucero. Esta cúpula, dividida en gajos, posee forma circular y cuenta, en el tambor, con una sucesión de óculos enmarcados bajo arcos carpaneles. La capilla mayor se cubre con una bóveda vaída ornamentada, tanto en los plementos como en los lunetos, con frescos al igual que la cúpula. Estos frescos, restaurados por la Dirección General del Patrimonio Artístico de la Generalitat de Cataluña en el verano de 1989, datan de la década de 1920 y son obra de Antonio Cerveto. El fresco del ábside representa la Coronación de la Virgen, mientras que los frescos de la cúpula muestran a Abigail, Jael, Ester, Judit, Rebeca, Raquel y Rut.
Las bóvedas del ábside y del transepto, estas últimas vaídas al igual que la de la capilla mayor, están apoyadas sobre pilastras de base rectangular rematadas por capiteles jónicos con guirnaldas y una sucesión de molduras de las que parten los arcos de las bóvedas. En el transepto los muros se cubren en la zona inferior con arrimaderos de cerámica de fecha reciente debido a que en los anteriores aparecieron varias grietas en 1994 pese al buen estado de conservación del que gozaban desde 1830. Por su parte, el pavimento es hidráulico y sustituye el anterior de mosaicos.

#### Retablo mayor

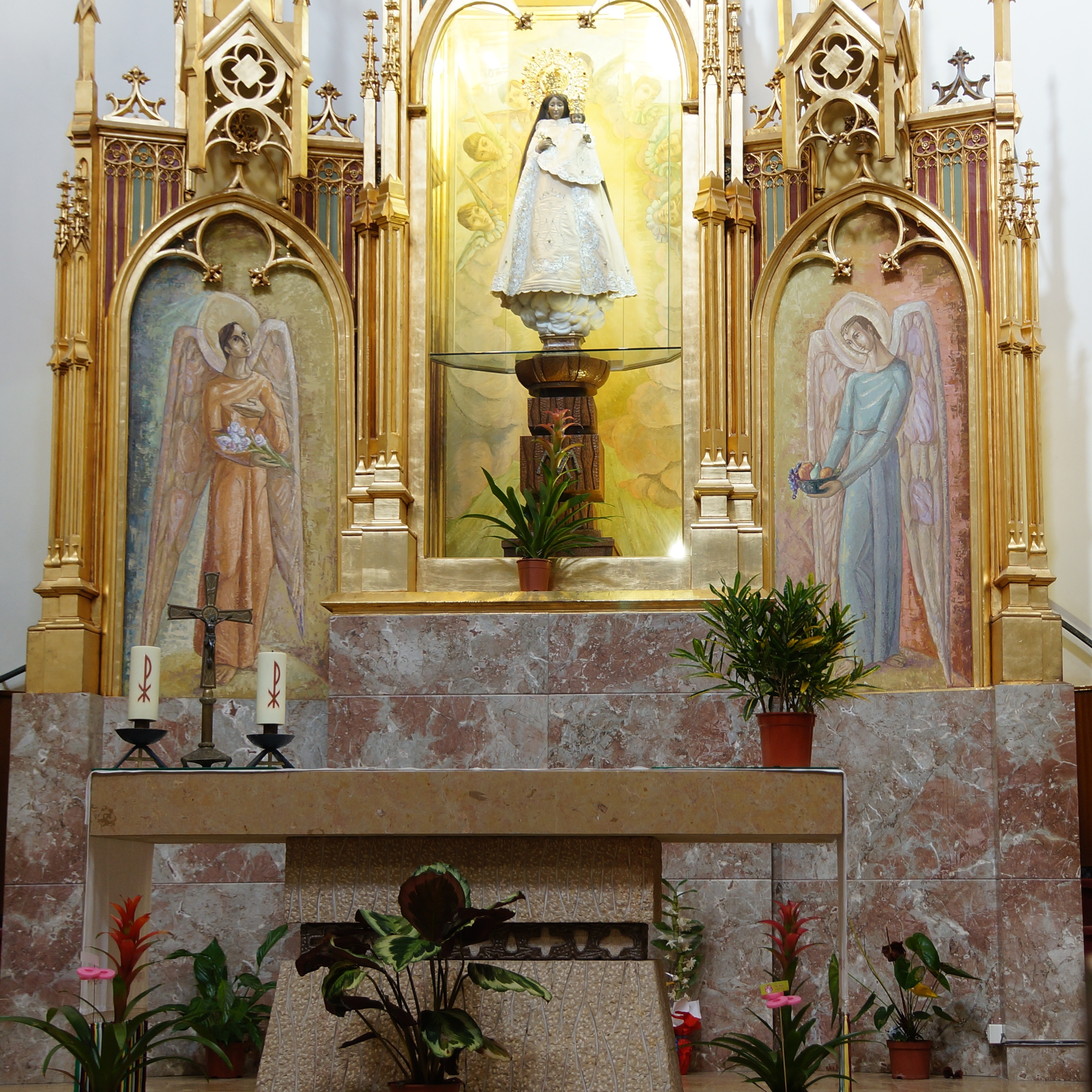
Retablo mayor.

El templo contaba con numerosos retablos antes de la Guerra Civil. El ábside está presidido por un retablo obra de Vicent Benet y constituye una réplica exacta del anterior, quemado en 1936. El retablo, de estilo neogótico y con policromía dorada, presenta un cuerpo con tres calles y carece de banco y ático, estando todo el conjunto apoyado en un pedestal de mármol. Tanto la calle central como las laterales presentan arcos ojivales trilobulados coronados por agujas en los extremos y por pronunciados chapiteles en el centro. El arco central se corona a su vez con un gablete presidido por un cuadrilóbulo sobre un pequeño arco trilobulado, detalle que se repite en las calles laterales, aunque estas, en vez de albergar gabletes, presentan estructuras triangulares de cuatro caras de las cuales parten los chapiteles. Destaca el hecho de que las agujas de las tres calles del retablo se hallan unidas entre sí por una superficie de crestería. 
La estructura cuenta con dos escaleras a ambos lados que permiten acceder a la calle central, compuesta por un camarín acristalado y decorado en la parte posterior con un mural en el que se muestra un resplandor circundado por los rostros de siete serafines alados, todo ello enmarcando la talla de la Virgen del Remedio, patrona de Alcanar, realizada en 1939 a imagen y semejanza de la anterior, de estilo clásico y desaparecida durante la Guerra Civil. La talla es obra de Joan Bautista Folia, quien la esculpió en los talleres de Onda (Castellón), siendo recibida en la plaza mayor de Alcanar el 7 de octubre y efectuando los habitantes allí reunidos la promesa de celebrar a partir de entonces las conocidas como Fiestas Quinquenales. La figura, aunque vestida y con peluca, es de talla completa y mide 80 centímetros, alcanzando los 140 si se suman el trono y la corona. Sostiene en el lado izquierdo al Niño Jesús, quien porta un ramillete de flores. En las calles laterales del retablo destacan por su parte las pinturas de dos ángeles ofreciendo frutos y flores a la Virgen, realizadas por Àngel Acosta, natural de Tortosa, con motivo de una restauración en 1974.

#### Retablos laterales
En los extremos del transepto se hallan dos retablos neogóticos obra de Daniel Chillida Ballester, quien los elaboró en su taller en Cervera del Maestre (Valencia) durante la posguerra. Ambos presentan gran simpleza ornamental y únicamente contienen un cuerpo y una calle. El del lado de la epístola muestra relieves de agujas, arcos ojivales y crestería, todo ello enmarcado por un guardapolvos y presidido, bajo un notable doselete compuesto de arcos polilobulados, por una imagen de bulto redondo de San José, a cuyos pies figura Jesús bajo la advocación del Divino Niño. El retablo ubicado en el lado del evangelio, presidido por un Cristo crucificado, muestra las mismas características, aunque presenta un fondo menos ornamentado y un doselete de mayor tamaño.

#### Otros objetos de interés
En una sala anexa, donde se halla instalada una puerta de madera compuesta de casetones cuadrados y poligonales, se conservan un gran número de exvotos, entre los que destacaban unos retablos pintados de estilo naíf los cuales han desaparecido en gran parte. Sobresale entre los elementos del templo una pila de agua bendita exenta de mármol rosa la cual consta de cuenco y soporte. Posee forma circular y está decorada en el exterior por estrías en la mitad inferior y por una moldura convexa y otra cóncava en la parte superior. El soporte consiste en una columna que, formando un codo, se empotra en la pared. Esta pila está fechada durante la primera etapa de la construcción del templo, entre los siglos xvi y xvii.
En la sacristía se conservan los restos de un retablo dedicado a la Sagrada Familia, obra renacentista de la misma época que la pila, así como un retablo de San José de 1765 en estilo rococó. También se conservan en el corazón de la ermita y en la sala anexa unos mosaicos que conformaban el antiguo pavimento del templo, con motivos florales de corte neoclásico realizados por Joan Bru i Plancha en las Reales Fábricas de Valencia hacia 1800. En esta misma sala, enmarcado y colgado en la pared, destaca un mosaico representativo de la batalla de Lepanto el cual procede también del pavimento de la ermita y fue elaborado en las mismas fábricas por Bru i Plancha.

## Galería de imágenes

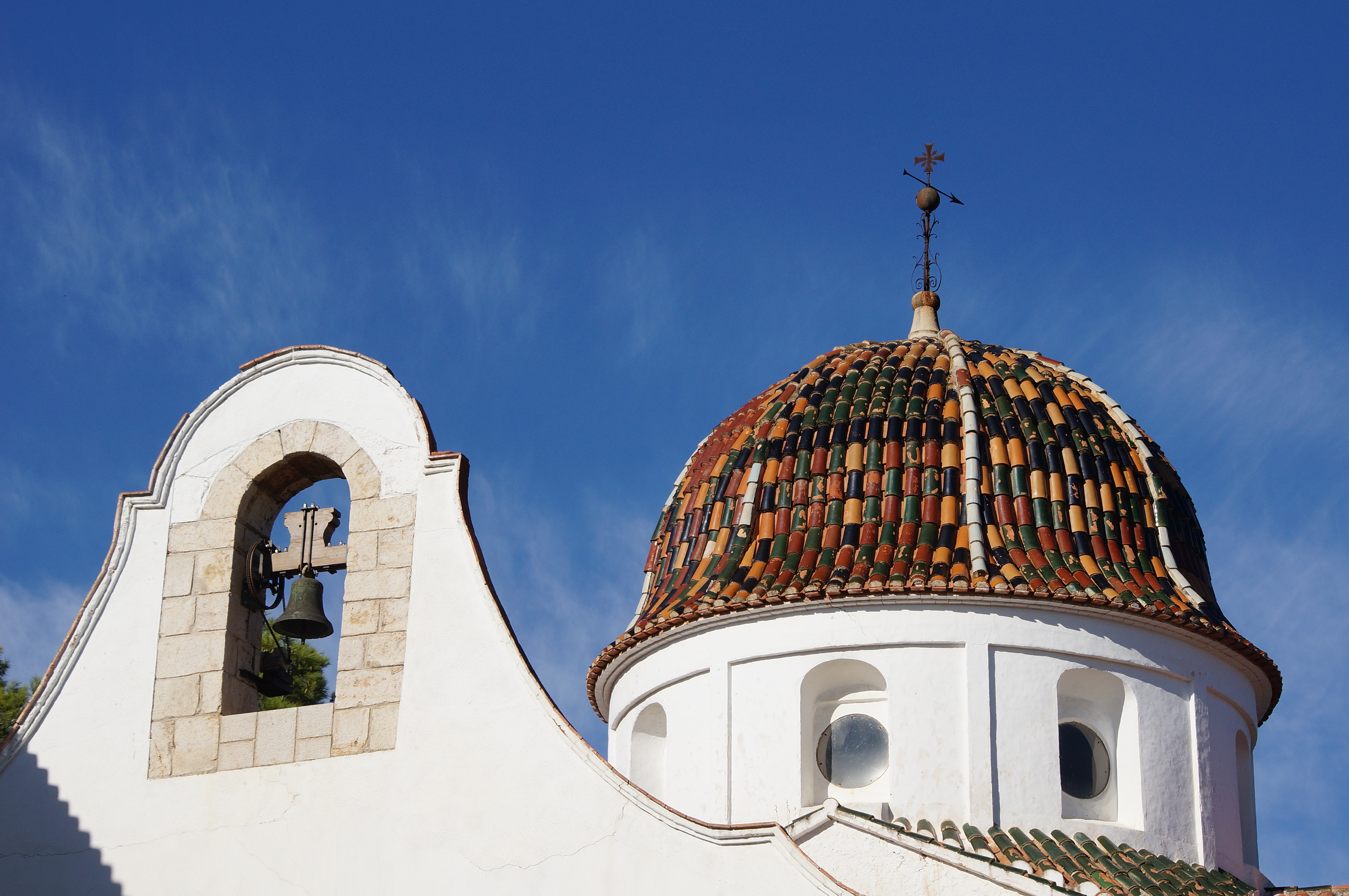
Espadaña y cúpula.
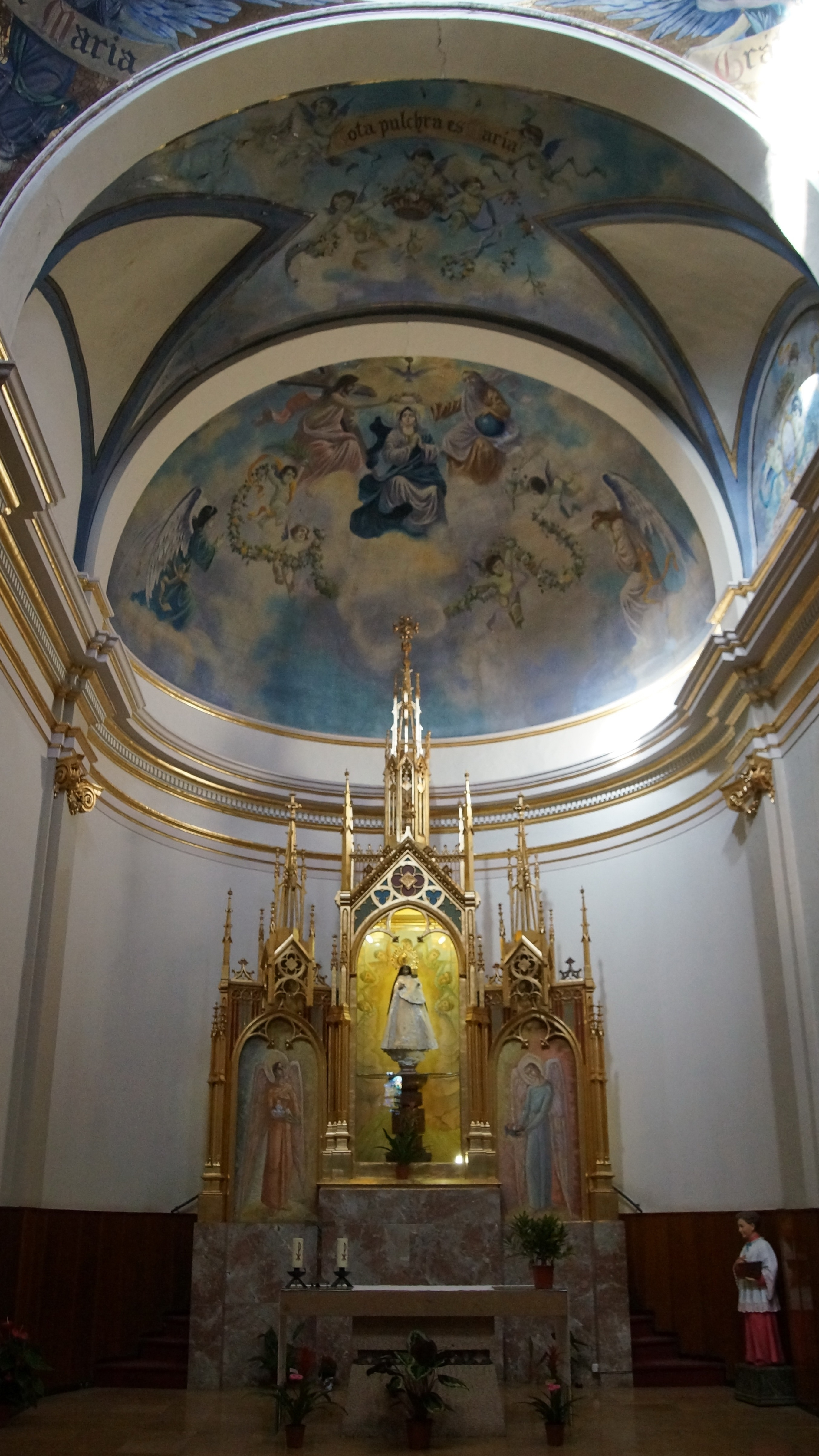
Capilla mayor.
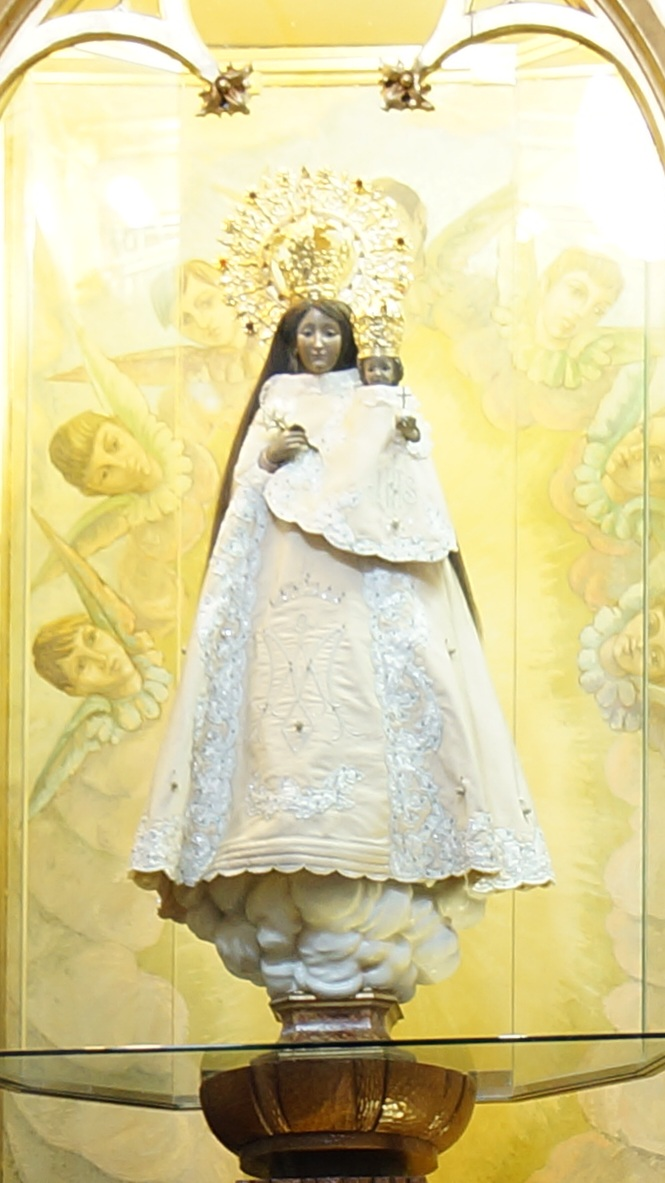
Talla de la Virgen del Remedio.